# MTVムービー・アワード2013
2013年のMTVムービー・アワードは、2013年4月14日にカリフォルニア州ロサンゼルスで開催された。司会はレベル・ウィルソンが務めた。ノミネートは3月5日に発表された。

## パフォーマー
- レベル・ウィルソン、スカイラー・アスティン（英語版）、アンナ・キャンプ、エスター・ディーン、アダム・ディヴァイン、アレクシス・ナップ、ハナ・メイ・リー、ベン・プラット、ブリタニー・スノウ[2] - "The Climb"、「ルーズ・ユアセルフ」、"Girl on Fire"
- マックルモアー、ライアン・ルイス[3] - "Can't Hold Us"
- セレーナ・ゴメス[4] - "Come & Get It"

## プレゼンター
- メリッサ・マッカーシー - 男性演技賞
- アダム・サンドラー、クリス・ロック - トンデモシーン賞
- クリス・パイン、ザカリー・クイント、ゾーイ・サルダナ - 格闘賞
- エディ・レッドメイン、ローガン・ラーマン、ジョナ・ヒル - エマ・ワトソンへのMTVトレイルブレイザー賞
- スティーヴ・カレル、アマンダ・サイフリッド - キス賞
- スヌープ・ドッグ、ケシャ - マックルモアーとライアン・ルイスのイントロダクション
- ピーター・ディンクレイジ - 『エルフ 〜サンタの国からやってきた〜』で共演したウィル・フェレルへのコメディック・ジーニアス賞
- ジョーダナ・ブリュースター、ヴィン・ディーゼル、ミシェル・ロドリゲス、ポール・ウォーカー - ブレイクスルー演技賞
- ザック・エフロン、ダニー・マクブライド、セス・ローゲン - シャツ無し演技賞
- クヮヴェンジャネ・ウォレス、クロエ・グレース・モレッツ - 悪役賞
- キム・カーダシアン - セレーナ・ゴメスのイントロダクション
- ケリー・ワシントン - 『ジャンゴ 繋がれざる者』、『Ray/レイ』で共演したジェイミー・フォックスへのMTVジェネレーション賞
- リアム・ヘムズワース - 『ハンガー・ゲーム2』のティザー予告
- タイラー・ポージー - ミュージカル・シーン賞
- ブラッド・ピット - 作品賞

## ノミネート一覧

### 作品賞
- 『アベンジャーズ』
  - 『ダークナイト ライジング』
  - 『ジャンゴ 繋がれざる者』
  - 『世界にひとつのプレイブック』
  - 『テッド』

### 男性演技賞
- ブラッドリー・クーパー - 『世界にひとつのプレイブック』
  - ベン・アフレック -  『アルゴ』
  - チャニング・テイタム - 『マジック・マイク』
  - ダニエル・デイ＝ルイス - 『リンカーン』
  - ジェイミー・フォックス - 『ジャンゴ 繋がれざる者』

### 女性演技賞
- ジェニファー・ローレンス - 『世界にひとつのプレイブック』
  - アン・ハサウェイ - 『レ・ミゼラブル』
  - エマ・ワトソン - 『ウォールフラワー』
  - ミラ・クニス - 『テッド』
  - レベル・ウィルソン - 『ピッチ・パーフェクト』

### ブレイクスルー演技賞
- レベル・ウィルソン - 『ピッチ・パーフェクト』
  - エディ・レッドメイン - 『レ・ミゼラブル』
  - エズラ・ミラー - 『ウォールフラワー』
  - クヮヴェンジャネ・ウォレス - 『ハッシュパピー 〜バスタブ島の少女〜』
  - スラージ・シャルマ - 『ライフ・オブ・パイ/トラと漂流した227日』

### 悪役賞
- トム・ヒドルストン - 『アベンジャーズ』
  - ハビエル・バルデム - 『007 スカイフォール』
  - レオナルド・ディカプリオ - 『ジャンゴ 繋がれざる者』
  - マリオン・コティヤール - 『ダークナイト ライジング』
  - トム・ハーディ - 『ダークナイト ライジング』

### ヒーロー賞
- マーティン・フリーマン - 『ホビット 思いがけない冒険』
  - クリスチャン・ベール - 『ダークナイト ライジング』
  - ロバート・ダウニー・Jr - 『アベンジャーズ』
  - アン・ハサウェイ - 『ダークナイト ライジング』
  - マーク・ラファロ - 『アベンジャーズ』
  - クリステン・スチュワート - 『スノーホワイト』

### 恐怖演技賞
- スラージ・シャルマ - 『ライフ・オブ・パイ/トラと漂流した227日』
  - アレクサンドラ・ダダリオ - 『飛びだす 悪魔のいけにえ レザーフェイス一家の逆襲』
  - ジェニファー・ローレンス - 『ボディ・ハント』
  - ジェシカ・チャステイン - 『ゼロ・ダーク・サーティ』
  - マーティン・フリーマン - 『ホビット 思いがけない冒険』

### シャツ無し演技賞
- テイラー・ロートナー - 『トワイライト・サーガ/ブレイキング・ドーン Part2』
  - チャニング・テイタム - 『マジック・マイク』
  - クリスチャン・ベール - 『ダークナイト ライジング』
  - ダニエル・クレイグ - 『007 スカイフォール』
  - セス・マクファーレン - 『テッド』

### Summer's Biggest Teen Bad A**
- クロエ・グレース・モレッツ - 『キック・アス/ジャスティス・フォーエバー』
  - ローガン・ラーマン - 『パーシー・ジャクソンとオリンポスの神々/魔の海』
  - リリー・コリンズ - 『シャドウハンター』
  - ジェイデン・スミス - 『アフター・アース』

### キス賞
- ジェニファー・ローレンス & ブラッドリー・クーパー - 『世界にひとつのプレイブック』
  - エマ・ワトソン & ローガン・ラーマン - 『ウォールフラワー』
  - カーラ・ヘイワード & ジャレッド・ギルマン - 『ムーンライズ・キングダム』
  - ケリー・ワシントン & ジェイミー・フォックス - 『ジャンゴ 繋がれざる者』
  - ミラ・クニス & マーク・ウォールバーグ - 『テッド』

### 格闘賞
- ロバート・ダウニー・Jr & クリス・エヴァンス & マーク・ラファロ & クリス・ヘムズワース & スカーレット・ヨハンソン & ジェレミー・レナー vs. トム・ヒドルストン - 『アベンジャーズ』
  - クリスチャン・ベール vs. トム・ハーディ - 『ダークナイト ライジング』
  - ジェイミー・フォックス vs. キャンディの手下たち - 『ジャンゴ 繋がれざる者』
  - ダニエル・クレイグ vs. オーラ・ラパス - 『007 スカイフォール』
  - マーク・ウォールバーグ vs. セス・マクファーレン - 『テッド』

### スクリーン・デュオ賞
- マーク・ウォールバーグ & セス・マクファーレン - 『テッド』
  - ロバート・ダウニー・Jr & マーク・ラファロ - 『アベンジャーズ』
  - ウィル・フェレル & ザック・ガリフィアナキス - 『俺たちスーパー・ポリティシャン めざせ下院議員!』
  - レオナルド・ディカプリオ & サミュエル・L・ジャクソン - 『ジャンゴ 繋がれざる者』
  - ジェニファー・ローレンス & ブラッドリー・クーパー - 『世界にひとつのプレイブック』

### ミュージカルシーン賞
- アナ・ケンドリック & レベル・ウィルソン & アンナ・キャンプ & ブリタニー・スノウ & アレクシス・ナップ & エスター・ディーン & ハナ・メイ・リー — "No Diggity"  - 『ピッチ・パーフェクト』
  - アン・ハサウェイ — 「夢やぶれて」 - 『レ・ミゼラブル』
  - チャニング・テイタム & マット・ボマー & ジョー・マンガニエロ & ケビン・ナッシュ & アダム・ロドリゲス — "It's Raining Men" - 『マジック・マイク』
  - エマ・ワトソン & ローガン・ラーマン & エズラ・ミラー - "Come On Eileen" - 『ウォールフラワー』
  - ジェニファー・ローレンス & ブラッドリー・クーパー - "Don't You Worry 'bout a Thing / Fell in Love with a Girl" - 『世界にひとつのプレイブック』

### トンデモシーン賞
- Candieland Gets Smoked - ジェイミー・フォックス & サミュエル・L・ジャクソン - 『ジャンゴ 繋がれざる者』
  - Hack-Appella - アンナ・キャンプ - 『ピッチ・パーフェクト』
  - Final Descent - デンゼル・ワシントン  - 『フライト』
  - Oops … There Goes His Face - ハビエル・バルデム - 『007 スカイフォール』
  - Ted Gets Saucy - セス・マクファーレン - 『テッド』

### ラテティーノ俳優賞
- ベニチオ・デル・トロ - 『野蛮なやつら/SAVAGES』
- ハビエル・バルデム - 『007 スカイフォール』
- ジョン・オーティス - 『世界にひとつのプレイブック』
- マイケル・ペーニャ - 『エンド・オブ・ウォッチ』
- サルマ・ハエック - 『野蛮なやつら/SAVAGES』[5]

### コメディック・ジーニアス賞
- ウィル・フェレル

### MTVトレイルブレイザー賞
- エマ・ワトソン

### MTVジェネレーション賞
- ジェイミー・フォックス

## スニーク・ピークス
- リアム・ヘムズワース - 『ハンガー・ゲーム2』のティザー予告の紹介[6]
- 『ワールド・ウォーZ』、『ワイルド・スピード EURO MISSION』のスニーク・ピークス
- 『アイアンマン3』の拡張版コマーシャル